# Tân Hưng (huyện)
Tân Hưng là một huyện cũ thuộc tỉnh Long An, Việt Nam.
Huyện có diện tích 497 km² và dân số là 51.038 người (năm 2016). Huyện lỵ là thị trấn Tân Hưng nằm trên đường N2, cách thành phố Tân An 80 km về hướng đông và cách thành phố Cao Lãnh (Đồng Tháp) 60 km về hướng Đông Nam.

## Địa lý
Huyện Tân Hưng nằm ở phía tây tỉnh Long An, có vị trí địa lý:
- Phía bắc giáp Campuchia với đường biên giới dài 15,22 km
- Phía tây giáp huyện Tân Hồng, tỉnh Đồng Tháp
- Phía nam giáp huyện Tháp Mười, tỉnh Đồng Tháp
- Phía đông giáp thị xã Kiến Tường và các huyện Mộc Hóa, Tân Thạnh, Vĩnh Hưng.

## Hành chính
Huyện Tân Hưng có 12 đơn vị hành chính cấp xã trực thuộc, bao gồm thị trấn Tân Hưng và 11 xã: Hưng Điền, Hưng Điền B, Hưng Hà, Hưng Thạnh, Thạnh Hưng, Vĩnh Bửu, Vĩnh Châu A, Vĩnh Châu B, Vĩnh Đại, Vĩnh Lợi, Vĩnh Thạnh.

## Lịch sử
Trước ngày 30 tháng 4 năm 1975, địa bàn huyện Tân Hưng thuộc tỉnh Kiến Tường.
Sau năm 1975, Tân Hưng thuộc huyện Mộc Hóa, tỉnh Long An.

### Từ 1976 đến nay
Ngày 30 tháng 3 năm 1978, chia huyện Mộc Hóa thành hai huyện: Mộc Hóa và Vĩnh Hưng.
Ngày 24 tháng 3 năm 1994, Chính phủ Việt Nam ban hành Nghị định số 27-CP, tách các xã Vĩnh Thạnh, Vĩnh Lợi, Vĩnh Đại, Hưng Điền B, Hưng Thạnh, Vĩnh Châu A, Vĩnh Châu B, Thạnh Hưng, Hưng Hà, Hưng Điền và thị trấn Tân Hưng của huyện Vĩnh Hưng để thành lập huyện Tân Hưng.
Ngày 15 tháng 5 năm 2003, Chính phủ Việt Nam ban hành Nghị định số 50/2003/NĐ-CP, thành lập xã Vĩnh Bửu trên Cơ sở 3.995 ha diện tích tự nhiên và 4.155 nhân khẩu của xã Vĩnh Đại. Huyện Tân Hưng bao gồm thị trấn Tân Hưng và 11 xã: Hưng Điền, Hưng Điền B, Hưng Hà, Thạnh Hưng, Hưng Thạnh, Vĩnh Thạnh, Vĩnh Châu B, Vĩnh Châu A, Vĩnh Lợi, Vĩnh Đại, Vĩnh Bửu.

## Kinh tế - xã hội

### Kinh tế
Tân Hưng là huyện vùng sâu, vùng xa của tỉnh Long An. Đây là nơi lũ về sớm nhưng lại rút chậm. Chính vì vậy, đời sống sinh hoạt và sản xuất của nhân dân gặp nhiều khó khăn. Kinh tế của huyện chủ yếu vẫn dựa vào nông nghiệp. Nhờ thực hiện tốt công tác thủy lợi, sản xuất nông nghiệp của huyện không ngừng gia tăng qua các năm. Nếu như năm 2000, diện tích gieo trồng lúa 2 vụ là 46.933 ha, sản lượng thóc 205.000 tấn, năng suất bình quân khoảng 4,3 tấn/ha, thì đến năm 2010 diện tích gieo trồng lúa đã lên đến 65.138 ha. Nhiều cây trồng có giá trị kinh tế cao đã được đưa vào sản xuất như: mè, bắp (ngô),...

### Xã hội

#### Giáo dục
Được quan tâm đầu tư đúng mức và đi vào chiều sâu nên học sinh không phải học hè do phải nghỉ trong mùa lũ, không còn tình trạng dạy 3 ca; hệ thống trường học được xây dựng kiên cố, từng bước quy hoạch đảm bảo đạt chuẩn quốc gia thay cho các trường tranh tre tạm bợ, công tác xã hội hóa giáo dục ngày càng được mở rộng. Huyện đã hoàn thành phổ cập giáo dục tiểu học và phổ cập trung học cơ sở.

#### Y tế
Mạng lưới y tế được củng cố và phát triển. Nếu như năm 2000, bệnh viện huyện còn thiếu thốn mọi bề, cơ sở vật chất không đảm bảo, số trạm y tế xã có bác sĩ chỉ đạt 50% thì đến năm 2010, bệnh viện đa khoa 50 giường đã được xây dựng và đang được nâng cấp lên 100 giường với trang thiết bị hiện đại, 100% số xã có bác sĩ, 9/11 xã đạt chuẩn quốc gia về y tế. Các chương trình y tế quốc gia đều đạt chỉ tiêu hàng năm. Đội ngũ y, bác sĩ từng bước được chuẩn hóa, đảm bảo công tác chăm sóc sức khỏe, khám - chữa bệnh cho nhân dân.